# Blicourt
Blicourt és un municipi francès, situat al departament de l'Oise i a la regió dels Alts de França. L'any 2007 tenia 321 habitants.

## Demografia

### Població
El 2007 la població de fet de Blicourt era de 321 persones. Hi havia 114 famílies de les quals 16 eren unipersonals (8 homes vivint sols i 8 dones vivint soles), 37 parelles sense fills, 57 parelles amb fills i 4 famílies monoparentals amb fills.
La població ha evolucionat segons el següent gràfic:
Habitants censats

### Habitatges
El 2007 hi havia 135 habitatges, 118 eren l'habitatge principal de la família, 9 eren segones residències i 8 estaven desocupats. 134 eren cases i 1 era un apartament. Dels 118 habitatges principals, 107 estaven ocupats pels seus propietaris, 8 estaven llogats i ocupats pels llogaters i 2 estaven cedits a títol gratuït; 4 tenien dues cambres, 10 en tenien tres, 29 en tenien quatre i 75 en tenien cinc o més. 103 habitatges disposaven pel capbaix d'una plaça de pàrquing. A 43 habitatges hi havia un automòbil i a 68 n'hi havia dos o més.

### Piràmide de població
La piràmide de població per edats i sexe el 2009 era:
| Homes | Edats   | Dones |
| ----- | ------- | ----- |
| 0     | 95 o +  | 0     |
| 0     | 90 a 94 | 0     |
| 0     | 85 a 89 | 0     |
| 0     | 80 a 84 | 0     |
| 4     | 75 a 79 | 8     |
| 4     | 70 a 74 | 4     |
| 0     | 65 a 69 | 4     |
| 8     | 60 a 64 | 8     |
| 4     | 55 a 59 | 0     |
| 8     | 50 a 54 | 4     |
| 16    | 45 a 49 | 16    |
| 16    | 40 a 44 | 16    |
| 4     | 35 a 39 | 16    |
| 8     | 30 a 34 | 8     |
| 8     | 25 a 29 | 8     |
| 16    | 20 a 24 | 12    |
| 28    | 15 a 19 | 32    |
| 16    | 10 a 14 | 8     |
| 4     | 5 a 9   | 12    |
| 4     | 0 a 4   | 0     |

## Economia
El 2007 la població en edat de treballar era de 222 persones, 175 eren actives i 47 eren inactives. De les 175 persones actives 167 estaven ocupades (85 homes i 82 dones) i 8 estaven aturades (3 homes i 5 dones). De les 47 persones inactives 17 estaven jubilades, 13 estaven estudiant i 17 estaven classificades com a «altres inactius».

### Ingressos
El 2009 a Blicourt hi havia 113 unitats fiscals que integraven 314,5 persones, la mediana anual d'ingressos fiscals per persona era de 20.693 €.

### Activitats econòmiques
Dels 8 establiments que hi havia el 2007, 4 eren d'empreses de construcció, 1 d'una empresa de comerç i reparació d'automòbils, 1 d'una empresa de serveis, 1 d'una entitat de l'administració pública i 1 d'una empresa classificada com a «altres activitats de serveis».
Dels 4 establiments de servei als particulars que hi havia el 2009, 1 era un paleta, 1 lampisteria, 1 electricista i 1 perruqueria.
L'any 2000 a Blicourt hi havia 10 explotacions agrícoles que ocupaven un total de 1.104 hectàrees.

## Equipaments sanitaris i escolars
El 2009 hi havia una escola elemental integrada dins d'un grup escolar amb les comunes properes formant una escola dispersa.

## Poblacions més properes
El següent diagrama mostra les poblacions més properes.